# برونو بيريرينها
برونو ألكسندر ماركيز بيريرنها (بالبرتغالية: Bruno Alexandre Marques Pereirinha‏) وهو لاعب كُرة قدم برتغالي في مركز وسط مدافع ولد في يوم 2 مارس 1988 يلعب حالياً مع نادي لاتسيو، كما سبق له اللعب مع سبورتينغ لشبونة ونادي كافالا في اليونان وفيتوريا غيماريش أولفاييس موسكوفايد ونادي بيليننسش ولعب مع منتخب البرتغال تحت 23 و21 عام ويبلغ طوله 173 سم.

## روابط خارجية
- برونو بيريرينها على موقع الاتحاد الدولي (مؤرشف)  (الإنجليزية)
- برونو بيريرينها على موقع الاتحاد الأوربي (الإنجليزية)
- برونو بيريرينها على موقع قاعدة بيانات كرة القدم.إي يو (الإنجليزية)
- برونو بيريرينها على موقع Soccerway.com (الإنجليزية)
- برونو بيريرينها على موقع عالم كرة القدم.نت (الإنجليزية)
- برونو بيريرينها على موقع AS.com (الإسبانية)